# NGC 6641
NGC 6641 est une galaxie spirale barrée située dans la constellation d'Hercule. Sa vitesse par rapport au fond diffus cosmologique est de 4 016 ± 13 km/s, ce qui correspond à une distance de Hubble de 59,2 ± 4,2 Mpc (∼193 millions d'al). NGC 6641 a été découverte par l'astronome américain Truman Henry Safford en 1866.
NGC 6641 présente une large raie HI.

## Groupe d'UGC 11289
Selon A. M. Garcia NGC 6641 fait partie du groupe d'UGC 11289. Ce groupe de galaxies renferme au moins six membres. Les cinq autres galaxies sont NGC 6658, UGC 11246, UGC 11261, UGC 11289 et UGC 11302 (identifié faussement à NGC 6669 par Garcia).